# Westerlund 2
Westerlund 2 är en tät stjärnmoln i Kölen, upptäckt av Bengt Westerlund på Mount Stromlo 1961.